# Max Abramovitz
Max Abramovitz (Chicago, Illinois, 23. svibnja 1908. – Pound Ridge, New York, 12. rujna 2004.), američki arhitekt.

## Poznata djela
- New York, SAD - Sjedište Ujedinjenih naroda (UNO building)
- New York, SAD - Corning Glass Center
- Pitsburg, SAD - toranj U.S. Steel  (U.S. Steel Tower (ili USX Tower))